# 吳駒
吳駒（841年—905年），號升喬，唐朝人，被公認為入潮最早的吳姓人物，入閩吳氏六祖蔭公之次子，籍貫河南光州固始縣，生於泉郡錢鑑巷（今福建晉江），後考取明經前往潮地擔任潮陽令，蔭公長子驊公則留在當地繁衍。吳駒離官後被當地的風景所吸引，而留在當地居住，並創立蘆溪寨。有不少當地及來自福建的吳姓居民遷入，組成並稱為蘆溪吳氏家族，其後在潮汕各地繁衍。

## 生平
- 任職潮陽令期間興辦學宮，開潮陽興學之風。
- 懷念被貶為潮州刺史的韓愈而修建韓愈渡江亭(後溪古渡)[2]。
- 離官後居於蘆溪(今汕頭市潮南區臚崗鎮上厝社區)，由唐創寨至今已超過一千一百年歷史[3]。

## 後世

### 唐代
- 吳綦，駒公三世孫，任刑部尚書[4]。

### 宋代
- 吳昱，駒公四世孫，開寶元年（968年）戊辰科進士，任大理寺評事。
- 吳昊，駒公四世孫，端拱二年（989年）己丑科進士，任左中大夫、刑部侍郎。
- 吳敦仁，駒公五世孫，任建寧太守。
- 吳說，駒公八世孫，紹興五年（1135年）乙卯科進士，吏部郎中，吏部尚書朝奉大夫，賜紫金魚袋。
- 吳少顏，駒公八世孫，嘉定元年（1208年）戊辰科進士，授迪功郎，宋寧宗時娶趙皇叔女郡主三和郡主七兩姐妹為妻，中國歷史上唯一雙郡馬[5]。
- 吳寀，駒公十世孫，紹熙四年（1193年）癸丑科進士，任樞密院編修校書郎。
- 吳東慶，駒公十世孫，賜同進士，任朝奉郎太常寺主簿。
- 吳鎰，駒公十世孫，賜特奏進士，任擢審刑院祥定官，賜緋衣銀魚。
- 吳樞，駒公十一世孫，咸淳元年（1265年）乙丑科進士，任南康錄事參軍，抗元犧牲。

### 元代
- 吳都，駒公十二世孫，延祐五年（1318年）戊午科進士。

### 明代
- 吳志高，駒公二十四世孫，惠州海豐人，萬曆四十六年（1618年）中戊午科廣東鄉試第二名(亞元)，先後任直隸來安縣（今安徽省）及直隸柏鄉縣（今河北省）知縣，曾獲來安縣商紳製作萬民傘頌揚其功德[6]。

### 清代
- 吳鳳章，駒公裔孫，貴山都東饒鄉人，乾隆十三（1748年）年戊辰科同進士，任松陽縣知縣。